# Caradrina ustirena
Caradrina ustirena là một loài bướm đêm trong họ Noctuidae.